# Алкмар
Алкмар (хол. Alkmaar) је град Холандије у покрајини Северна Холандија. Према процени из 2008. у граду је живело 93.795 становника.

## Становништво
Према процени, у граду је 2008. живело 92.836 становника.
| 1980.  | 1990.  | 2000.  | 2008.  |
| ------ | ------ | ------ | ------ |
| 71.245 | 89.649 | 92.836 | 93.795 |

## Партнерски градови
- Bergama
- Бат
- Дармштат
- Троа
- Тата